# Mesosetum agropyroides
Mesosetum agropyroides är en gräsart som beskrevs av Carl Christian Mez. Mesosetum agropyroides ingår i släktet Mesosetum och familjen gräs. Inga underarter finns listade i Catalogue of Life.